# USK Praha
El USK Praha es un equipo de baloncesto checo que compite en la Národní Basketbalová Liga, la primera división del país. Tiene su sede en Praga. Disputa sus partidos en el Hala Folimanka, con capacidad para 1.300 espectadores.
El club también cuenta con un equipo femenino, uno de los mejores de Europa en la actualidad.

## Nombres
- Slavia ITSV (1953-1960)
- Slavia VŠ (1960-1992)
- USK Praha (1992-1995)
- USK-Trident (1995-1997)
- USK Erpet (1997-2001)
- USK Praha (2001-)

## Posiciones en Liga
- 1998 (5)
- 1999 (2)
- 2000 (1)
- 2001 (1)
- 2002 (6)
- 2003 (8)
- 2004 (6)
- 2005 (10)
- 2006 (9)
- 2007 (9)
- 2008 (7)
- 2009 (8)
- 2010 (10)
- 2011 (9)
- 2012 (6)
- 2013 (8)
- 2014 (9)
- 2015 (11)
- 2016 (7)

## Palmarés
- Copa Saporta
  - Campeón: (1969)
  - Subcampeón: (1968)

- Euroliga
  - Subcampeón: (1966)

- Národní Basketbalová Liga
  - Campeón: 14 veces - (1965, 1966, 1969, 1970, 1971, 1972, 1974, 1981, 1982, 1991, 1992, 1993, 2000 y 2001)
  - Subcampeón: 12 veces